# Android Gingerbread
Android 2.3 Gingerbread — сьома версія Android, кодове ім'я операційної системи для мобільних пристроїв Android, розробленої Google і випущеної в грудні 2010 року для версій, які більше не підтримуються. Випуск Gingerbread представив підтримку NFC, який використовується в мобільних платіжних рішеннях, і протоколу ініціювання сеансу (SIP) — використовувався в Інтернет-телефонах VoIP.
Користувацький інтерфейс Gingerbread був удосконалений багатьма способами, що полегшує управління, робить використання швидшим та більш енергоефективним. Спрощена колірна гамма з чорним фоном надала яскравості та контрасту панелі сповіщень, меню та іншим компонентам інтерфейсу. Покращення меню та налаштувань призвели до спрощення навігації та управління системою. 
Смартфон Nexus S, випущений у грудні 2010 року, був першим телефоном з серії Google Nexus, який працював на Android Gingerbread, а також першим із серії з вбудованою функцією NFC.
Станом на квітень 2020 опублікована Google статистика показує, що 0.2% зі всіх користувачів Android пристроїв з доступом до Google Play працюють на Gingerbread.
З 27 вересня 2021 року на Android 2.3 і старішої вже не можна ввійти в обліковий запис Google.

## Особливості
Нові функції, представлені в Gingerbread, включають наступне: 
- Оновлений дизайн інтерфейсу користувача, що забезпечує підвищення зручності та ефективності використання.
- Підтримка надзвичайно великих розмірів екрану та роздільної здатності (WXGA і вище).
- Нативна підтримка Інтернет-телефонів SIP VoIP.
- Покращене введення тексту за допомогою віртуальної клавіатури, з покращеною точністю, кращими пропозиціями щодо тексту та можливістю голосового введення.
- Розширена функція копіювання/вставка, що дозволяє користувачам вибирати слово, вибравши його, утримуючи, копіюючи та вставляючи.
- Підтримка Зв'язку на невеликих відстанях (NFC), що дозволяє користувачеві зчитувати мітки NFC, вбудовані в плакати, наклейки чи рекламу.
- Нові аудіоефекти, такі як реверберація, вирівнювання, віртуалізація в навушниках та посилення басів.
- Новий диспетчер завантажень, що надає користувачам легкий доступ до будь-якого файлу, завантаженого з браузера, електронної пошти чи іншої програми.
- Підтримка декількох камер на пристрої, включаючи фронтальну камеру, якщо вона є.
- Підтримка відтворення відео WebM/VP8 та кодування аудіо AAC .
- Покращене управління енергією, включаючи більш активне управління енергоємними програмами.
- Розширена підтримка розробки нативного коду.
- Перехід від YAFFS до файлової системи ext4 на нових пристроях.
- Покращення аудіо, графіки та введення для розробників ігор.
- Одночасний збір сміття для підвищення продуктивності.
- Нативна підтримка більшої кількості датчиків (таких як гіроскопи та барометри).
- Додано пасхальне яйце з пряником зомбі та іншими зомбі звичайного типу (звичайні зомбі, які використовують усі телефони)

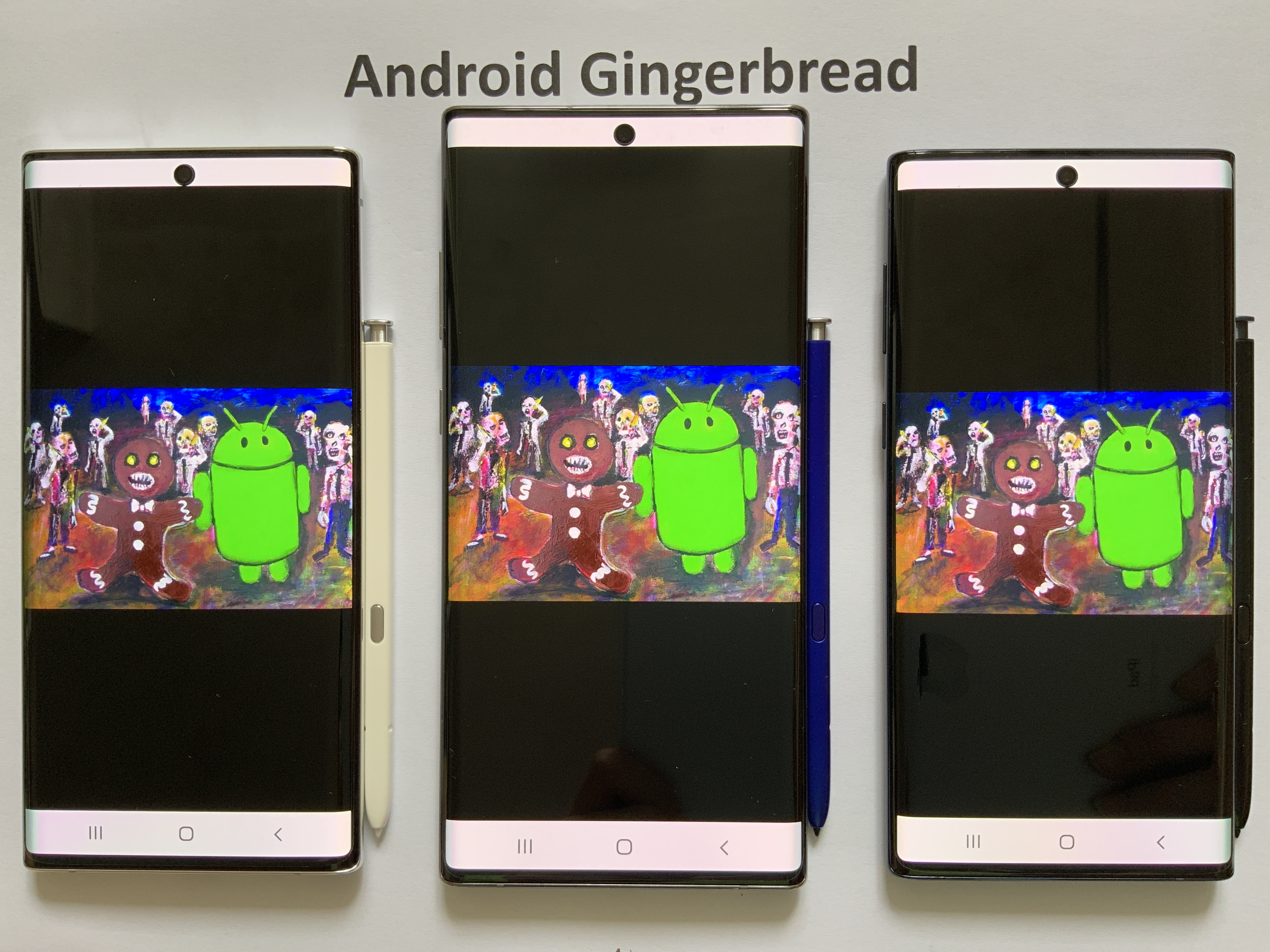
Три телефони, що показують зображення пасхального яйця в Gingerbread